# Ото I фон Валдек
Ото I фон Валдек (на немски: Otto I von Waldeck; † ноември 1305) от Дом Валдек е от ок. 1275/1276 до 1305 г. граф на Валдек.

## Биография
Той е третият син на граф Хайнрих III († 1267) и на Мехтхилд фон Куик-Арнсберг († 1298), дъщеря на граф Готфрид III фон Арнсберг. Той е внук на граф Адолф I фон Валдек и Шваленберг († 1270) и първата му съпруга София († 1254).
По-големият му брат Адолф II е през 1270 – 1276 г. граф на Валдек, отказва се и от 1301 г. е епископ на Лиеж. Другият му голям брат Готфрид е от 1304 г. епископ на Минден. Сестра му Аделхайд се омъжва през 1276 г. за Симон I фон Липе.
Ото е на служба на архиепископите на Майнц и от 1303 г. е оберамтман в Айхсфелд. Той участва в битка и през 1305 г. е пленен, затворен и убит. Погребан е в гробната капела „Св. Николай“ в манастир Мариентал в Нетце (днес част от град Валдек).

## Фамилия
Ото I се жени през 1275 г. (или на 24 ноември 1276 г.) за София фон Хесен (1264 – сл. 12 август 1331), дъщеря на ландграф Хайнрих I фон Хесен. Те имат девет деца:
- Хайнрих IV (1282/1290 – 1348), последва баща си като граф, женен 1304 за Аделхайд фон Клеве († 1327)
- Адолф (III) († 25 май 1348), клерик в Лиеж и Хилдесхайм
- Готфрид († сл. 1 август 1337), клерик в Ерфурт и Майнц
- Еберхард († 9 август 1342), архидякон във Вунсторф, клерик в Минден
- Лудвиг († 1354), клерик в Мюнстер, Минден и Бремен
- Мехтхилд († сл. 16 януари 1340), омъжена на 20 март 1308 за Еберхард III фон Бройберг († 19 април 1323)
- Елизабет († сл. 24 октомври 1371), омъжена ок. 1305 за граф Дитрих III фон Хонщайн-Клетенберг († 4 май 1330)
- Аделхайд († 1 септември 1329), омъжена на 23 януари 1314 г. за Вилхелм I фон Катценелнбоген († 18 ноември 1331), граф на Катценелнбоген
- Ото († 1331)